# المسرع الضوئي الخاص بأبحاث العلوم التجريبية والتطبيقية في الشرق الأوسط
المسرّع الضوئي الخاص بأبحاث العلوم التجريبية والتطبيقية في الشرق الأوسط (بالإنجليزية: Synchrotron-Light for Experimental Science and Applications in the Middle East)‏ (SESAME) هو مختبر مستقل يقع في علان في محافظة البلقاء في الأردن، أنشئ تحت رعاية اليونسكو في 30 مايو 2002.
بهدف تعزيز السلام بين دول الشرق الأوسط، وقع الاختيار على الأردن كموقع للمختبر، حيث كان حينها الدولة الوحيدة التي حافظت على علاقات دبلوماسية مع جميع الأعضاء المؤسسين الآخرين؛ البحرين وقبرص ومصر وإيران وإسرائيل وباكستان والسلطة الفلسطينية وتركيا. أطلق المشروع في عام 1999 وأقيم حفل وضع حجر الأساس في 6 يناير 2003. وبدأت أعمال البناء في يوليو التالي، وكان الموعد المقرر للانتهاء منه هو عام 2015. لكن معوقات البنية التحتية المالية والفنية أجبرت المشروع على التأجيل. افتتح المختبر في 16 مايو 2017 برعاية وحضور الملك عبد الله الثاني.
كلف المشروع حوالي 90 مليون دولار، منها 5 ملايين دولار تبرعت بها كل من الأردن وإسرائيل وتركيا وإيران والاتحاد الأوروبي. تم التبرع بالباقي من قبل سيرن من المعدات الموجودة. أصبح الأردن أكبر مساهم في المشروع من خلال التبرع بتكاليف بناء الأراضي والمباني، ومن خلال التعهد ببناء محطة طاقة شمسية بقيمة 7 ملايين دولار، مما سيجعل SESAME أول مسارع في العالم يتم تشغيله بالطاقة المتجددة. تم التعهد بتكلفة التشغيل السنوية البالغة 6 ملايين دولار أمريكي من قبل الأعضاء وفقًا لحجم اقتصادياتهم.
المرفق هو مرفق الإشعاع السنكروتروني الوحيد في الشرق الأوسط وواحد من حوالي 60 منشأة في العالم. اعتبارًا من مايو 2017، رئيس مجلس SESAME هو رولف هوير [الإنجليزية]. سبقه كريستوفر ليويلين سميث (2008-2017) وهيرفج شوبر (2004-2008). كان الثلاثة في السابق مديرين عامين لسيرن. خالد طوقان، رئيس هيئة الطاقة الذرية الأردنية، هو المدير الحالي ونائب رئيس SESAME السابق.

## خلفية
ضوء سنكروتروني (يشار إليه أيضًا بإشعاع السنكروترون) هو إشعاع ينبعث عندما تتحرك الجسيمات المشحونة بسرعات قريبة من سرعة الضوء مجبرة على تغيير اتجاهها بواسطة مجال مغناطيسي. إنه ألمع مصدر اصطناعي للأشعة السينية، مما يسمح بدراسة مفصلة للهياكل الجزيئية. عندما تم تطوير السنكروترونات لأول مرة، كان الغرض الأساسي منها هو تسريع الجسيمات لدراسة النواة. يوجد اليوم ما يقرب من 60 مصدرًا للضوء السنكروتروني حول العالم مكرسة لاستغلال الصفات الخاصة، والتي تسمح باستخدامها عبر مجموعة واسعة من التطبيقات، من فيزياء المواد المكثفة إلى البيولوجيا الهيكلية وعلوم البيئة والتراث الثقافي.

## الموقع
قبل أن تتمكن يونسكو من الموافقة رسميًا على مشروع SESAME، كان يجب حل مسألة العثور على دولة مضيفة وموقع للمختبر. وافق المجلس المؤقت على مجموعة من المعايير التي يجب أن تستوفيها الدولة المضيفة والموقع. كان يجب أن يكون المختبر قابلاً للوصول إليه جغرافيًا وسياسيًا من قبل العلماء من جميع أنحاء العالم، ويجب أن تكون الدولة المضيفة ملتزمة بشكل قوي بالمشروع، ويجب أن توفر الأرض التي سيقام عليها المختبر مجانًا، فضلاً عن توفير المبنى نفسه والبنية التحتية التقنية (مثل الطرق والمياه والكهرباء). وقدمت سبع دول (أرمينيا، مصر، إيران، الأردن، عمان، فلسطين وتركيا) 12 موقعًا. قام مساعد المدير العام لليونسكو للعلوم الطبيعية، ماوريتسيو ياكارينو، وشوبير بزيارة مصر وإسرائيل والأردن وفلسطين في سبتمبر 1999. تم استكشاف المقترحات الأرمينية والإيرانية والتركية في اجتماعات المجلس المؤقت.
على الرغم من أن مصر أعربت عن اهتمام كبير بالمشروع، إلا أن إجراء طويل يتطلب المرور عبر العديد من السلطات كان ضروريًا قبل أن يتم تقديم المشروع إلى رئيس الوزراء، وفي النهاية تم اعتبار المقترح غير مناسب. أما السلطة الوطنية الفلسطينية، فعلى الرغم من اهتمامها بالمشروع، إلا أنها لم تكن تمتلك القدرة المالية لتلبية معايير المجلس المؤقت. لأسباب سياسية، لم تتمكن إسرائيل من توفير موقع يمكن الوصول إليه من قبل جميع العلماء. بالإضافة إلى ذلك، كانت إسرائيل قد شاركت بشكل كبير في مختبر ESRF في غرونوبل، وكان لديها التزامات تعاقدية لتوفير أموال كبيرة. علاوة على ذلك، لم يرَ علماء الأحياء كيف يمكنهم الاستفادة من SESAME لأنهم كانوا يتمتعون بالفعل بإمكانية الوصول إلى مختبرات أخرى في جميع أنحاء العالم. عرضت أرمينيا استضافة SESAME في مختبرها المبني في يريفان، حيث كان مسرّعها قديمًا. وقد تم دعم مقترحهم من قبل رجل الأعمال الأرمني الأمريكي المولود في العراق كيفورك هوفنائيان. ولكن بعد ذلك تم إدراك أن هناك العديد من التعديلات على المبنى كانت ضرورية ليصبح موقعًا صالحًا لSESAME. أما إيران، التي كانت تُعتبر دولة مارقة في ذلك الوقت، فكان لديها اهتمام بالمشروع، لكنها لم تتمكن من ضمان الوصول إلى العلماء من جميع الدول، وبالتالي تم رفض المقترح في النهاية.

### الموافقة على الأردن
في الأردن، نظم عدنان بدران، نائب مدير اليونسكو من 1992 إلى 1998، اجتماعًا مع ممثلين من الجامعات والمنظمات الأخرى. لم يكن بالإمكان لقاء أي من أعضاء الحكومة، ولم يتم الحصول على أي التزام. في محاولة أخيرة لإنقاذ المشروع، اتصل شوبير بطالبته السابقة عيسى خبيس، التي كانت وقتها نائبة رئيس جامعة البلقاء التطبيقية. دعى خبيس ياكارينو وشوبير إلى العشاء مع خالد طوقان، رئيس جامعة البلقاء، والأمير غازي بن محمد، رئيس مجلس أمناء الجامعة ومستشار مقرب من الملك عبد الله الثاني. شرح شوبير الوضع للأمير غازي، الذي نظم لقاء مع الملك عبد الله في اليوم التالي. قام الملك عبد الله بالالتزام رسميًا بالمشروع خلال الاجتماع من خلال رسالة موقعة موجهة إلى المدير العام لليونسكو.
بعد مناقشات طويلة وسلسلة من التصويتات، تمت الموافقة رسميًا على الأردن ليكون مضيفًا للمركز في الاجتماع الثالث لمجلس SESAME المؤقت في يونيو 2000. سحب كل من مصر وإيران مقترحيهما قبل الجولة النهائية من التصويت. تم التصديق على القرار بـ 9 أصوات لصالحه وصوت واحد ممتنع. تم اعتبار الأردن الموقع المناسب للمشروع لأنه كان الدولة الوحيدة في ذلك الوقت التي حافظت على علاقات دبلوماسية مع جميع الأعضاء المؤسسين الآخرين: البحرين، قبرص، مصر، إيران، إسرائيل، باكستان، السلطة الفلسطينية، وتركيا.

## وصلات خارجية
- الموقع الرسمي. (بالإنجليزية)
- كريس ويلين سميث "جمع المجتمعات العلمية في المنطقة معًا من خلال السيسامي"، 16 نوفمبر 2012. (بالإنجليزية)